# Tanyuromys aphrastus
Tanyuromys aphrastus (Harris, 1932) è un roditore della famiglia dei Cricetidi, unica specie del genere Tanyuromys (Pine, Timm & Weksler, 2012), diffuso in America centrale e America meridionale.

## Descrizione

### Dimensioni
Roditore di medie dimensioni, con la lunghezza della testa e del corpo tra 116 e 152 mm, la lunghezza della coda tra 176 e 235 mm, la lunghezza del piede tra 35 e 40 mm, la lunghezza delle orecchie tra 17 e 18 mm.

### Caratteristiche craniche e dentarie
Il cranio è robusto e presenta un rostro corto e compatto, le ossa nasali si estendono oltre le ossa pre-mascellari, i margini della regione inter-orbitale convergono anteriormente e sono rialzati, la scatola cranica è larga e tondeggiante. I fori palatali sono corti. Gli incisivi superiori sono lisci ed opistodonti, ovvero con le punte rivolte verso l'interno della bocca. I molari hanno una complessa struttura delle cuspidi e delle creste, molto diversa dagli altri oryzomyini.
Sono caratterizzati dalla seguente formula dentaria:

### Aspetto
La pelliccia è lunga, densa e soffice. Le parti dorsali sono marroni scure brizzolate con dei riflessi arancioni, mentre le parti inferiori sono grigiastre con riflessi giallo-brunastri e la base dei peli grigio scura. Il contrasto lungo i fianchi è indistinto. Le orecchie sono piccole e cosparse su entrambe le superfici di peli nerastri, marroni scuri o bruno-rossastri. Le vibrisse sono molto lunghe. Il dorso delle zampe è ricoperto di corti peli che variano dal marrone chiaro al marrone scuro. I piedi sono lunghi e robusti, le tre dita centrali sono più lunghe di quelle esterne. Le piante sono prive di peli, rivestite di piccoli tubercoli e con cinque o sei cuscinetti carnosi. alla base di ogni artiglio è spesso presente un ciuffo di peli che talvolta copre completamente l'artiglio. La coda è molto più lunga della testa e del corpo, è uniformemente marrone, cosparsa di pochi peli che formano un corto ciuffo all'estremità. Le femmine hanno quattro paia di mammelle. Sono privi di cistifellea.

## Biologia

### Comportamento
È una specie terricola.

## Distribuzione e habitat
Questa specie è diffusa in maniera frammentata nella Costa Rica centro-settentrionale, Panama occidentale e nell'Ecuador nord-occidentale.
Vive nelle foreste montane mature tra 700 e 2.000 metri di altitudine.

## Tassonomia
Fino al 2012 questa forma era inclusa nel genere Sigmodontomys nonostante l'evidente differenza nell'aspetto della superficie occlusale dei denti masticatori.

## Conservazione
La IUCN Red List, considerata l'assenza di informazioni circa l'estensione del proprio areale, le minacce, lo stato della popolazione e i requisiti ecologici, classifica T.aphrastus come specie con dati insufficienti (DD).